# ジョシュ・フィリップス
ジョシュ・フィリップス（Josh Phillips、1962年12月19日 - ）は、イギリスの音楽プロデューサー、ハモンドオルガンの奏者。本名はジョナサン・ハート（Jonathan Hart）。イングランドのケント州出身。現在は、ロックバンド・プロコル・ハルムで活動している。

## 略歴
ジョシュ・フィリップスは、1962年、ケント州の北西、ロンドンに近い町ロチェスターに生まれた。彼は、クレイジー・ワールド・オブ・アーサー・ブラウンやケニー・ジョーンズが所属するジョーンズ・ギャングと仕事をしていた。
彼は、1993年、プロコル・ハルムのツアーに参加し、2004年、マシュー・フィッシャーが抜けた後、正式にプロコル・ハルムの一員となった。